# Schimmelkapelle
Schimmelkapelle oder Schimmelkirche nennt man eine Kirche, wenn mit ihr eine überlieferte Geschichte um einen Schimmel verbunden ist.
In diesen Geschichten geht es oft um ein Pferd, das in dem Gebäude gefangen ist. Meist wird dies nicht bemerkt, sodass das Tier elend verhungern und verdursten muss. Später wird es tot vor dem Altar aufgefunden. Darüber soll dann nicht geredet werden.
Solche Sagen können auf einen vorchristlichen Hintergrund hindeuten und einen Zusammenhang mit ehemaligen Opferkultstätten für den germanischen Gott Wotan nahelegen. Darüber hinaus können im Einzelfall konkrete historische Begebenheiten dazu geführt haben, dass eine Kirche diesen Namen erhielt. Vereinzelt wird auch auf eine phonetische Ähnlichkeit mit dem Begriff Simultankirche hingewiesen.

## Beispiele
- Kapelle St. Georg bei Ascholding, Oberbayern
- Kapelle St. Stephan in Enzelhausen (Rudelzhausen, Oberbayern)
- Kapelle St. Georg in Georgenried bei Finsterwald (Waakirchen, Oberbayern)
- Kapelle St. Ulrich bei Hofweinzier (Bogen, Niederbayern)
- Kapelle St. Georg in Pelka (Hohenkammer, Oberbayern)
- Schimmelkapelle in der Nähe von Schongau[2], Oberbayern
- Andreaskirche in Pichlwang, Oberösterreich
- Kirche St. Leonhard in Kartitsch, Tirol

## Bearbeitungen des Themas
Das Motiv der Schimmelkapelle wurde von Alois Johannes Lippl für sein bekannt gewordenes Stück Der Holledauer Schimmel aufgegriffen, das 1968 von Kurt Wilhelm verfilmt wurde.